# Єнбекшинський сільський округ (Коксуський район)
Єнбекши́нський сільський округ (каз. Еңбекші ауылдық округі, рос. Енбекшинский сельский округ) — адміністративна одиниця у складі Коксуського району Жетисуської області Казахстану. Адміністративний центр — село Зиліхи Тамшибай.
Населення — 2965 осіб (2021; 3151 у 2009, 3219 у 1999, 3051 у 1989).
Станом на 1989 рік існувала Більшовистська сільська рада (села Амангельди, Бескайнар, Каратал, Кенарал).

## Склад
До складу округу входять такі населені пункти:
| Населений пункт       | Населення, осіб (1989) | Населення, осіб (1999) | Населення, осіб (2009) | Населення, осіб (2021) |
| --------------------- | ---------------------- | ---------------------- | ---------------------- | ---------------------- |
| Зиліхи Тамшибай, село | 1501                   | 1705                   | 1519                   | 1386                   |
| Бескайнар, село       | 666                    | 684                    | 828                    | 707                    |
| Каратал, село         | 458                    | 443                    | 437                    | 510                    |
| Кенарал, село         | 426                    | 387                    | 367                    | 362                    |